# Bátor
Bátor es un pueblo ubicado en el distrito de Eger, en el condado de Heves, Hungría.

## Superficie
Posee una superficie de 27,32 kilómetros cuadrados.

## Demografía
Hasta 2019 la población era de 342 habitantes, con una densidad de población de 12,52 habitantes por kilómetro cuadrado.